# Мбанза-Конго
Мба́нза-Ко́нго (порт. M'Banza-Kongo, конго Mbânza Kôngo) — город на северо-западе Анголы, административный центр провинции Заире. В период португальского владычества носил имя Сан-Салвадор-ду-Конгу (порт. São Salvador do Congo).

## География
Город расположен в северо-западной части страны, на возвышенности (408 м над уровнем моря). До ближайшего участка реки Конго — 160 км. В городе есть аэропорт.

## Население
Население по данным на 2010 год составляет 24 220 человек.

## История
Приблизительно с 1390 года Мбанза-Конго являлся столицей королевства Конго. Здесь располагалась резиденция правителя страны — мани-конго.
Ещё в XV веке в стране начало утверждаться католичество после прибытия португальцев. В середине XVI века в Мбанза-Конго была построена церковь. На протяжении последующих ста лет город продолжал расти и развиваться; к середине XVII века численность его населения достигала 30 000 чел. Однако в 1660-х годах в королевстве разразилась гражданская война (после поражения в 1665 году конголезских войск от португальской армии в сражении при Мбвиле); в 1678 году город был практически полностью разрушен.
Мбанза-Конго был восстановлен в 1705 году антонианистами — последователями Кимпы Виты. В 1914 году территория королевства вместе с городом стала частью Португальской Западной Африки. С 1975 года — в составе независимого государства Республика Ангола.
В первые месяцы гражданской войны город Сан-Салвадор-ду-Конгу являлся одним из военно-политических оплотов антиправительственного движения ФНЛА и его вооружённых сил. В частности, здесь располагалась база европейских и американских наёмников под командованием Костаса Георгиу, затем Густаво Грильо, завербованных для войны на стороне ФНЛА. В начале февраля 1976 года город был взят правительственными войсками МПЛА.

## Известные уроженцы
- Холден Роберто — ангольский политик, основатель и многолетний лидер Национального фронта освобождения Анголы (ФНЛА).
- Джонни Эдуардо Пиннок — ангольский политик и дипломат, сподвижник Холдена Роберто в ФНЛА, впоследствии перешедший в МПЛА.
- Тонта Афонсу Каштру — ангольский военный, командир войск ФНЛА, впоследствии генерал правительственной армии.